# Plácido de Castro Futebol Clube
Maillots
Le Blumenau Esporte Clube était un club brésilien de football basé à Plácido de Castro dans l'état d'Acre.

## Historique
- 1979 : fondation du club sous le nom de Plácido de Castro Futebol Clube.

## Identité visuelle

Ancien logo.
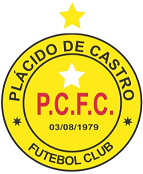
Logo actuel.